# Tāzehābād Sepāh
Tāzehābād Sepāh (persiska: تازه آباد سپاه, Tāzehābād-e Sepāh) är en ort i Iran.   Den ligger i provinsen Mazandaran, i den norra delen av landet, 200 km nordost om huvudstaden Teheran. Antalet invånare är 217.
Terrängen runt Tāzehābād Sepāh är mycket platt. Runt Tāzehābād Sepāh är det ganska tätbefolkat, med 111 invånare per kvadratkilometer. Närmaste större samhälle är Ţowqdār, 9,7 km väster om Tāzehābād Sepāh. Trakten runt Tāzehābād Sepāh består till största delen av jordbruksmark.